# Nicolae Edroiu
Nicolae Edroiu (n. 7 decembrie 1939, Olteni, România – d. 10 ianuarie 2018, Cluj-Napoca, România) a fost un academician român, istoric, membru corespondent (1999) al Academiei Române. Din noiembrie 2007 până la decesul său din 10 ianuarie 2018 a fost directorul Institutului de Istorie „George Barițiu” al Academiei Române din Cluj-Napoca.

## Cărți
- Nicolae Edroiu, Plugul în Țările Române (până în sec. XVIII), Editura Școala Ardeleană, Cluj-Napoca, 2016, 229 p. (ISBN 978-606-797-089-0)
- Nicolae Edroiu, Retrospective istoriografice. Comunicări academice 2010 – 2015, Cluj-Napoca, Edit. Școala Ardeleană, 2015, 200 p.
- Nicolae Edroiu, Scrierea chirilică românească, Cluj-Napoca, Editura Mega, 2013, 307 p. [ISBN 978-606-543-447-9]
- Teza ungară a celor "două jumătăți" ale Transilvaniei. Studiu critic, Cluj-Napoca, Imprimeria Ardealul, 2012, 124 p. (și în lb. engleză, Cluj-Napoca, Imprimeria Ardealul, 2012, 128 p.
- Comunicări academice 1970-2010, Cluj-Napoca, Edit. Mega, 2011, 300 p. [apărută în 2012]
- Institutul de Istorie "George Barițiu" din Cluj-Napoca. 90 de ani de existență. 1920-2010. Volum aniversativ întocmit de dr. Nicolae Edroiu, membru corespondent al Academiei Române, Directorul Institutului, Cluj-Napoca, Edit. Mega, Cluj-Napoca, 2010, 280 p.
- Studii istorice privind relațiile româno-ungare, Volum îngrijit de Nicolae Edroiu, membru corespondent al Academiei Române, Cluj-Napoca, Edit. Mega, 2010, 372 p.

## Ediții de documente
- Izvoarele Răscoalei lui Horea. Seria B. Izvoare narative. Vol. IV. Presă. Broșuri. 1784 - 1792, îngrijit de prof. dr. Nicolae Edroiu, membru corespondent al Academiei Române, București, Editura Academiei Române, 2014, 513 p. [ISBN: 978-973-27-1556-8]

## Ediții de lucrări științifice
- David Prodan (1902-1992). Scrieri istorice, ediție îngrijită de prof.dr. Nicolae Edroiu, membru corespondent al Academiei Române, București, Edit. Academiei Române, 2012, 512 p. + 10 pl. il.
- George Barițiu (1812-1893). Scrieri istorice, ed. îngrijită de acad. Camil Mureșanu și prof. Nicolae Edroiu, membru corespondent al Academiei Române, București, Edit. Academiei Române, 2009, 457 p.

## Manuale universitare
- Introducere în Științele auxiliare ale Istoriei, Editura Accent, Cluj-Napoca, 2003, 428 p. (Syllabus Historia).
- Introducere în Științele auxiliare ale Istoriei, Cluj-Napoca, 2002, 222 p.
- Paleografia româno-chirilică (sec. XVI-XIX), Editura Accent, Cluj-Napoca, 2001, 168 p. (Sylabus Historia).
- Album de texte româno-chirilice, Universitatea "Babeș-Bolyai", Cluj-Napoca, 1995, 30 p. + XX planșe.
- Introducere în Științele auxiliare ale Istoriei, Universitatea "Babeș-Bolyai", Cluj-Napoca, 1992, 274 p.
- Istoria medie a României. Formarea statelor medievale românești (sec. XII-XIV). Texte istoriografice. Caiet de seminar întocmit de prof. dr. Pompiliu Teodor, prof. dr. Nicolae Edroiu, lect. dr. Ioan Aurel Pop, Cluj-Napoca, Universitatea "Babeș-Bolyai" din Cluj-Napoca, 1991, II + 204 p.
- Ghidul studentului în istorie. Istoria României, Cluj-Napoca, Biblioteca Centrală Universitară - Universitatea "Babeș-Bolyai", Catedra de Istorie, 1980, 241 p. (În colaborare cu N. Bocșan, A. A. Rusu, Pompiliu Teodor).
- Introducere în istorie și științele auxiliare ale istoriei, Universitatea "Babeș-Bolyai", Cluj-Napoca, 1977, 225 p. (Multigrafiat).
- Paleografia româno-chirilică. Ediția a II-a revizuită și completată cu un Album de texte româno-chirilice, Universitatea "Babeș-Bolyai", Cluj-Napoca, 1975, 226 p. (Multigrafiat).
- Paleografia româno-chirilică, Universitatea "Babeș-Bolyai", Cluj, 1972, 159 + IV p. (Multigrafiat).

## Studii științifice publicate în reviste de specialitate, după anul 2010
- Nicolae Edroiu, Tipologia mișcărilor sociale din Țările Române în Evul Mediu și la începutul Epocii Moderne, “Anuarul Institutului de Istorie «George Barițiu» din Cluj-Napoca”, Series Historica, tom LV, 2016, p. 17 – 30.
- Nicolae Edroiu,Semnificația Marii Adunări Naționale de la Alba Iulia din 1 decembrie 1918, în istoria poporului român, "Academia Română. Memoriile Secției de Științe Istorice și Arheologie", Seria IV, Tomul XXXVII, 2013, București, Editura Academiei Române, 2014, p. 95-100.
- Nicolae Edroiu, Alfabetul chirilic și identitatea culturală, confesională și națională a românilor, "Academia Română. Memoriile Secției de Științe Istorice și Arheologie", Seria IV, Tomul XXXVII, 2013, București, Editura Academiei Române, 2014, p. 65 – 72.
- Nicolae Edroiu, Centenar Ștefan Pascu (1914 – 2014), "Anuarul Institutului de Istorie "George Barițiu" din Cluj-Napoca", LIII, Series Historica, 2014, p. 459 – 463.
- Nicolae Edroiu, O lucrare reprezentativă a istoriografiei românești: "Monahismul ortodox românesc. Istorie, contribuții și repertorizare", "Academica". Revistă editată de Academia Română, Anul XXIV Aprilie 2014, nr. 4 (282), p. 27 – 28.
- Nicolae Edroiu, Studiile de epigrafie chirilică românească, "Apvlvm". Acta Mvsei Apvlensis (Alba Iulia), L. Series Historia Patrimonium, 2013, p. 379-387. [B, BDI]
- Nicolae Edroiu, Locul lui Vasile Goldiș (1862-1934) în mișcarea politico-națională a românilor din Transilvania, "Academica". Revistă editată de Academia Română (București), 2013, an XXIII, 268, nr. 2, februarie, p. 30-34.
- Contextul internațional al încheierii Păcii de la București din 16/28 mai 1812, în "Academica". Revistă editată de Academia Română (București), 2012, an XXII, 258-259, nr. 4-5, aprilie-mai, p. 63-67.
- Adunarea generală a Institutului la împlinirea a 90 de ani de la înființare (Cluj-Napoca, 1 februarie 2010), "Anuarul Institutului de Istorie «George Barițiu» din Cluj-Napoca", Series Historica, L, 2011, p. 441.
- Alexandru Lapedatu - ctitor de instituții științifice și culturale, în "Academia Română. Memoriile Secției de Științe Istorice și Arheologie", IV, tom XXXIII/2008-2009, București, Edit. Academiei Române, 2011, p. 183-194.
- O reeditare necesară: George Barițiu (1812-1893), Scrieri istorice, în "Academia Română. Memoriile Secției de Științe Istorice și Arheologie", IV, tom XXXIII/2008-2009, București, Edit. Academiei Române, 2011, p. 195-202.
- Reuniunea Comisiei Mixte de istorie româno-ungară (Budapesta, 4-8 octombrie 2010), "Anuarul Institutului de Istorie «George Barițiu» din Cluj-Napoca", Series Historica, L, 2011, p. 443-444.
- Școala doctorală a Institutului de Istorie "George Barițiu" din Cluj-Napoca al Academiei Române, "Anuarul Institutului de Istorie «George Barițiu» din Cluj-Napoca", Series Historica, L, 2011, p. 469-474.
- Biographie et Micro-Histoire (Étapes des recherches romaines), în "Nouvelles Études d'Histoire". XII. Publiées à l'occasion du XXIe Congrès International des Sciences Historiques. Amsterdam, 2010, București, Edit. Academiei Române, 2010, p. 153-162.
- Locul Institutului de Istorie din Cluj în istoriografia română, în "Anuarul Institutului de Istorie «George Barițiu» din Cluj-Napoca", Series Historica, XLIX, 2010, p. 13-20.

## Studii științifice publicate în volum, după anul 2010
- Nicolae Edroiu, Monahismul ortodox, factor de unitate națională. Călugări ardeleni de dincolo de Carpați în revoluție, războaie, în lupta anticomunistă, în vol. Monahismul ortodox românesc. Istorie, Contribuții și Repertorizare. Vol. II. Contribuții ale monahismului ortodox românesc la național și internațional, București, Edit. BASILICA, 2016, p. 457-482 /ISBN – 978-606-8141-62-6/
- Nicolae Edroiu, L´influsso della storiografia italiana e dellexperienza della Scuola Romena di Roma sulla storiografia ecclesiastica romena tra le due guerre, în vol. Storia religiosa dello spazio romeno, II volume. Sotto la direzione di Cesare Alzatti. A cura di Luciano Vacaro, Centro Ambrosiano, Milano, 2016, p. 591 – 618 (Collana Europa ricerche 20). /ISBN – 978-88-8994-150-5/
- Nicolae Edroiu, La questione alfabetica nelle Terre Romene dal XVII al XIX secolo, în vol. Studi cirillometodiani. Nel 1150 anniversario della misione tra gli Slavi dei santi Cirillo e Metodio. A cura di Krassimir Stantchev e Giorgio Ziffer, Biblioteca Ambrosiana, Milano, 2015, p. 225-242 / ISBN – 978-88-6897-015-4/ (neraportat în anul 2015)
- Nicolae Edroiu, Un condei din Clujul de altădată..., în vol. Leul albastru. D.R. Popescu 80, Editura Academiei Române, București, 2015, p. 74-77.
- Nicolae Edroiu, La "Scuola Transilvana" e l'idea di Romanità nella cultura romena, în vol. Dai core dell'Europa. Omaggio al Profesor Cesare Alzati per ii compimento dei 70 anni. A cura di Ioan-Aurel Pop, Ovidiu Ghitta, Ioan Bolovan, Ana Victoria Sima, Academia Română, Centrul de Studii Transilvane – Presa Universitară Clujeană, Cluj-Napoca 2015, p. 335-338.
- Nicolae Edroiu, L'ecriture cyrillique roumaine, în vol. "Academie Roumaine. Nouvelles Etudes d'Histoire". Publiées à l'occasion du XXIIe Congrès International des Sciences Historiques. Jinan, 2015, București, Edit. Academiei Române 2015, p. 55-65.
- Nicolae Edroiu, Academia Română – Filiala Cluj-Napoca 1949-2015, "Zilele Academice Clujene". Editat de Asociația Ars Transsilvaniae România sub egida Academiei Române Filiala Cluj-Napoca, nr. 2, mai 2015, p. 2. Și în vol.: Academia Română. Filiala Cluj-Napoca,2015, p. 14-15.
- Nicolae Edroiu, Din legăturile profesorilor Universității din Budapesta cu personalități cultural-științifice române și maghiare, în vol. "Inter Scyllam et Charibdim". Identitásképző strategiák es a budapesti Román Filológiai Tanszék története. A Magyar-Román Töténész Vegysbiztottság magyar es román szekciónak közös konferenciája. Szerkesztette: Miskolczy Ambrus, Hergyán Tibor és Nagy Levente, ELTE Eötvös Kiadó, Budapest, 2015, p.15-21.
- Nicolae Edroiu, "Nu avem voie să uităm !". în vol. Holocaustul evreilor din Transilvania de Nord – 70 de ani – Lucrările Conferinței Științifice desfășurate la Cluj-Napoca. 13 iunie 2014. Volum îngrijit de Nicolae Edroiu, Vlad Popovici, Cluj-Napoca, Edit. Mega, 2015. p. 7-9.
- Nicolae Edroiu, Rapoartele ambasadorului Belgiei la Paris cu privire la poziția României în preajma declanșării Primului Război Război Mondial (1914), în vol. Istoria ca datorie. Omagiu academicianului Ioan-Aurel Pop la împlinirea vârstei de 60 de ani. Coord.: Ioan Bolovan, Ovidiu Ghitta, Centrul de Studii Transilvane, Cluj-Napoca, 2015, p. 801-808.
- Nicolae Edroiu, The borders – Reality and Concept, în vol. From Periphery to Centre. The Image of Europe at the Eastern Border of Europe, ed. Sorin Șipoș, Gabriel Moisa, Dan Octavan Cepraga, Mircea Brie, Teodro Mateoc, Centrul de Studii Transilvane, Cluj-Napoca, 2013, p. 109-114
- Nicolae Edroiu, Rumunské výskumy ohľadom usádzania sa valachov v Severných Karpatoch ("ius valahicum"/ "вoлoскoи зaкoнъ"/"valašské právo"), în vol.: Valašská kolonizácia na Slovensku a Slovenská kolonizácia v Rumunsku, Banská Bystrica (Slovacia), 2014, p. 9 – 19. Și în limba română: Cercetările românești privind așezarea valahilor în Carpații Nordici (Despre "ius valahicum"/"вoлocкoи зaкoнъ"/"valašské právo"), în același volum, p. 9 – 20. Prefața la volum, p. 7-8 [ISBN 978-80-89514-27/4 din Slovacia]
- Nicolae Edroiu, Relațiile Țării Românești cu Transilvania în timpul lui Constantin Brâncoveanu, în vol.: Sfântul Constantin Brâncoveanu, ocrotitorul Episcopiei Slatinei și Romanaților. Volumul II. DomniaSebastian, Episcopul Slatinei și Romanaților, Dinică Ciobotea, Ion Rizea (coord.), Slatina, Editura Episcopiei Slatinei și Romanaților, 2014, p. 783 - 790.
- Nicolae Edroiu, Biografia, Bibliografia și Bio-Bibliografia ca izvoare istorice, în vol.: Clio în oglindiri de sine. Academicianului Alexandru Zub Omagiu. Gheorghe Cliveti (ed.), Iași, Editura Universității "Alexandru Ioan Cuza" din Iași, 2014, p. 179 – 187.
- Nicolae Edroiu, De la Tănase (Atanasie) Todoran la Horea, Cloșca și Crișan, în vol. 50 de ani de la Martiriul Sfinților Mărturisitori Năsăudeni 1763-2013. Ediția a II-a, revăzută și adăugită. Coordonatori: Dorel Man, Flore Pop, Cluj-Napoca, Edit. Renașterea, 2013, p. 32-35.
- Nicolae Edroiu, Un istoric complet: academicianul Florin Constantiniu (La un an de la plecarea lui dintre noi), în vol.: In memoriam Acad. Florin Constantiniu. Smerenie. Pasiune. Credință. Volum îngrijit de dr. Laurențiu Constantiniu București, Edit. Enciclopedică, 2013, p. 219-221.
- Istoria românilor. Vol. V. O epocă în spirit european (1601-1711/1716). Ediția a II-a, revăzută și adăugită. Coordonatori: Acad. Virgil Cândea, Dr. Constantin Rezachevici, Prof.univ.dr. Nicolae Edroiu, membru corespondent al Academiei Române, București, Edit. Enciclopedică, 2012, LVII + 1172 p. + 64 pl. (autor al Prefeței la ediția a II-a, p. XIII-XIV; al capitolului Partea a II-a. Structuri economico-sociale și instituționale. Cap. V. Populație și economie în Țara Românească, Moldova și Transilvania. II. Populație și economie în Transilvania, p. 471-514.
- Istoria românilor. Vol. VI. Românii de la Europa Clasică la Europa Luminilor (1711-1821). Ediția a II-a, revăzută și adăugită. Coordonatori: Dr. Paul Cernovodeanu, membru de onoare al Academiei Române, Prof.univ.dr. Nicolae Edroiu, membru corespondent al Academiei Române, București, Edit. Enciclopedică, 2012, XLV + 1075 p. (Autor al capitolelor de la paginile: XI-XLV, 3-9, 17-22, 41-45, 91-99, 102-103, 249-190, 527-533, 551-569, 837-847, 861-863, 867-872, 876.877, 916-967).
- Istoricul David Prodan. Repere cronologice. Date despre viața și opera lui David Prodan. Bibliografia operei acad. David Prodan (1920-1995), în vol. David Prodan (1902-1992). Scrieri istorice. Ediție îngrijită de prof. dr. Nicolae Edroiu, membru corespondent al Academiei Române, București, Edit. Academiei Române, 2012, p. 9-26, 487-496.
- Rolul Episcopiei Vadului în viața religioasă a românilor ortodocși din nordul Transilvaniei, în vol. Eparhia Vadului, Feleacului și Clujului la 90 de ani (1921-2011), Cluj-Napoca, Edit. Renașterea, 2012, p. 53-62.
- Rumunská historiografia v rokoch 2008-2010. Orientacie a výsledky / Cercetările istorice din România în anii 2008-2010. Orientări și rezultate, în vol. Udalosti 23. augusta 1944 v Rumunsku a Slovenské Národné Povstanie z 29 augusta 1944 (Ich vplyv na oslobodenie Rumunská Slovenska na ukončenie druhej svetovej vojny / evenimentele de la 23 august 1944 din România și Insurecția Naținală Slovacă din 29 august 1944. Consecințele lor asupra eliberării României și Slovaciei și a sfârșitului celui de al doilea război mondial. Lucrările celei de a IX-a Reuniuni a Comisiei Mixte de Istorie Româno-Slovace (Alba Iulia, 19-23 septembrie 2011). Alcătuit de Nicolae Edroiu, Eva Mârza, Marek Syrný, Banská Bystrica (Slovacia), Múzeum Slovenského Národného Povstania (autor al p. 135-136, 147-149 în colaborare).
- Lucrările celei de A IX-a Reuniuni a Comisiei Mixte de storie Româno-Slovace (Alba Iulia, 19-23 septembrie 2011), în vol. Evenimentele de la 23 august 1944 din România și insurecția națională slovacă din 29 august 1944 (ed. Academia Română - Academia Slovacă), Banska Bystrica - Alba Iulia, 2012, p. 5-7. Dopad udalosti y 23. Augustav Rumusku na stredoeuropsku oblast, în Udalosti 23 . augusta 1944 v Rumusku a Slovenske narodne povstanie y 29. Augusta 1944, Banska Bystrica ̵- Alba Iulia, 2012, p. 5-7.
- Nicolae Edroiu, Veronica Turcuș, Cercetările istorice din România în anii 2008-2010. Orientări și rezultate, în vol. Evenimentele de la 23 august 1944 din România și insurecția națională slovacă din 29 august 1944 (ed. Academia Română - Academia Slovacă), Banska Bystrica - Alba Iulia, 2012, p. 147-157. Dopad udalosti y 23. Augustav Rumusku na stredoeuropsku oblast, în Udalosti 23 . augusta 1944 v Rumusku a Slovenske narodne povstanie y 29. Augusta 1944, Banska Bystrica - Alba Iulia, 2012, p. 147-157.
- Rolul Episcopiei Vadului în viața religioasă a românilor ortodocși din nordul Transilvaniei, în vol. Eparhia Vadului, Feleacului și Clujului la 90 de ani (1921-2011), Cluj-Napoca, Edit. Renașterea, 2012, p. 53-62.
- Nicolae Edroiu, George Barițiu (1862-1893 - istoric al Transilvaniei), în vol. Bicentenar George Barițiu 1812-2012. Lucrările Simpozionului Internațional de la Cluj-Napoca din 24 mai 2012, volum îngrijit de Nicolae Edroiu, Dumitru Suciu, Cluj-Napoca, Edit. Mega, 2012, p. 29-33.
- Istoricul David Prodan. Repere cronologice. Date despre viața și opera lui David Prodan. Bibliografia operei acad. David Prodan (1920-1995), în vol. David Prodan (1902-1992). Scrieri istorice, ediție îngrijită de prof.dr. Nicolae Edroiu, membru corespondent al Academiei Române, București, 2012, p. 9-26, 487-496.
- Les copistes de textes roumain-cyrilliques en Bihro au XVIIe siècle, în vol. Auflösung historischer Konflikte im Donauraum. Festschrift für Ferenc Glatz zum 70. Geburrstag, Herausgegeben von Arnold Suppan, Akadémiai Kiadó, Budapest, 2011, p. 449-454.
- Monahi ortodocși în luptele de apărare a ființei statale și naționale din Țările Române până în secolul al XVI-lea, în vol. Euharistirion Patriarhului Daniel al României, coord. Varlaam, Episcop-vicar patriarhal, Prof. Emilian Popescu, București, Edit. Basilica a Patriarhiei Române, 2011, p. 479-484.
- Un cercetător al relațiilor româno-ceho-slovace din trecut: istoricul Mihail P. Dan (1911-1976), în vol. Continuitate istorică în spațiu și timp. Profesorul Vladimir Osiac la 70 de ani, coord. Sorin Liviu Damean, Marusia Cîrstea, Craiova, Edit. Universitaria Craiova, 2011, p. 532-538.
- Contribuția Institutului de Istorie din Cluj la publicarea de izvoare istorice (1920-2010), în vol. Activitatea științifică la Institutul de Istorie "George Barițiu" din Cluj-Napoca. 90 de ani de existență a Institutuului de Istorie din Cluj. 1920-2010. Locul Institutului în cercetarea istorică din România, București, Edit. Enciclopedică, p. 37-46.
- Istoricul publicării izvoarelor istorice referitoare la Răscoala lui Horea (1784) sub egida Institutului de Istorie din Cluj, în vol. Activitatea științifică la Institutul de Istorie "George Barițiu" din Cluj-Napoca. 90 de ani de existență a Institutului de Istorie din Cluj. 1920-2010. Locul Institutului în cercetarea istorică din România, București, Edit. Enciclopedică, p. 85-95.
- În loc de încheiere, în vol. Activitatea științifică la Institutul de Istorie "George Barițiu" din Cluj-Napoca. 90 de ani de existență a Institutului de Istorie din Cluj. 1920-2010. Locul Institutului în cercetarea istorică din România, București, Edit. Enciclopedică, p. 66-174.
- Candid C. Mușlea (1886-1965) și genealogiile brașovene, în vol. Romania Occidentalis – Romania Orientalis. Volum omagial dedicat Prof. univ. dr. /Festschrift für Ion Taloș. Editat de Alina Branda, Ion Cuceu, Editura Fundației pentru Studii Europene, Cluj-Napoca, Edit. Mega, 2009 (apărut 2010), p. 213-219.
- Biographie et Micro-Histoire (Étapes des recherches roumaines). În volumul: Academia Română. "Nouvelles Études d'Histoire", XII. Publiées à l'occasion du XXIe Congrès International des Sciences Historiques. Amsterdam, 2010, Editura Academiei Române, București, 2010, p. 153-162.
- Emil Racoviță (1868-1947) și Congresul studenților socialiști de la Bruxelles din 1891, în vol. Călător prin istorie. Omagiu Profesorului Liviu Maior la împlinirea vârstei de 70 de ani. Coordonatori Ioan-Aurel Pop, Ioan Bolovan, Academia Română, Centrul de Studii Transilvane, Cluj-Napoca, 2010, p. 619-630.
- Importanța gândirii istorice în Lumea contemporană, în vol. Cunoaștere, Interes, Responsabilitate. Coordonator Vasile Marian, Cluj-Napoca, 2010, Edit. Argonaut, p. 13-16.
- Un aspect al legăturilor politice dintre Matia Corvin și Ștefan cel Mare: posesiunile domniei Moldovei (1457-1504) în Transilvania, în vol.: Studii istorice privind relațiile româno-ungare, Volum îngrijit de Nicolae Edroiu, membru corespondent al Academiei Române, Cluj-Napoca, Edit. Mega, 2010, p. 74-82.
- Un raport diplomatic belgian cu privire la desfășurarea serbărilor de inaugurare a Universității românești din Cluj (1920), în volumul: Ion Calafeteanu, Omagiu la 70 de ani, Târgoviște, 2010 (10 p.)

## Lucrări coordonate/îngrijite
- 1989 – Anul marilor schimări în istoria Roniei și a Slovaciei. În volumul: Anul 1989.Căderea regimurilor comuniste din România și Slovacia, la împlinirea a 25 de ani de la derularea evenimentelor. Lucrările Celei de a XI-a Reuniuni a Comisiei Mixte de Istorie Româno – Slovace (Arad, 6 – 9 octombrie 2014. Volum îngrijit de Nicolae Edroiu, Stanislav Mičev, Marius Grec, Marek Syrný, Pavel Huszárik, Juraj Dušan Vanko, Editura Universității “Vasile Goldiș” din Arad, Arad, 2016, p. 7-8. Și în limba slovacă: 1989 – Rok veľkých zmien v dejinách Rumunska a Slovenska. În volumul: Rok 1989. Pád komunistických režimov v Rumunsku a na Slovensku. 25. výročie od udalostí. 11. Stretnutie zmiešanej Komisie Historikov Rumunska a Slovenska (Arad, 6 – 9 Október 2014. Zostavili…., Editura Universității “Vasile Goldiș” din Arad, Arad, 2016, p. 7-8 (ISBN – 978-973-664-807-6. Volumul a fost lansat la Kremnica (Slovacia), cu prilejul Celei de a XII Reuniuni a Comsiei Mixte de Istorie Româno – Slovacă (Kremnica – Slovacia, 23 septembrie 2016).
- Mihail P. Dan, Cehi, Slovaci și Români în sec. XIII-XVI. Ediție îngrijită de prof. dr. Nicolae Edroiu, membru corespondent al Academiei Române, Cluj-Napoca, Edit. Școala Ardeleană, 2015, LI + 510 p.
- Silviu Dragomir. Scrieri istorice. Ediție îngrijită de prof. dr. Nicolae Edroiu, membru corespondent al Academiei Române, București, Edit. Academiei Române, 2015, XVI+ 510 p.
- Holocaustul evreilor din Transilvania de Nord – 70 de ani – Lucrările Conferinței Științifice desfășurată la Cluj-Napoca. 13 iunie 2014. Volum îngrijit de Nicolae Edroiu, Vlad Popovici, Cluj-Napoca, Edit. Mega, 2015, 128 p.
- Monahismul Ortodox Românesc. Istorie. Contribuții și Repertorizare. Volumul II. Lucrare publicată la inițiativa și cu binecuvântarea Preafericitului Părinte Daniel, Patriarhul Bisericii Ortodoxe Române. Coordonatori generali: Pr. Prof. dr. Mircea Păcurariu, membru corespondent al Academiei Române și Prof. dr. Nicolae Edroiu, membru corespondent al Academiei Române, București, 2015, 925 p.
- Monahismul ortodox românesc. Istorie, Contribuții și Repertorizare. Volumul I. Istoria monahismului ortodox românesc de la începuturi până în prezent, Lucrare publicată la inițiativa și cu binecuvântarea Preafericitului Părinte Daniel Patriarhul Bisericii Ortodoxe Române, Mircea Păcurariu, Nicolae Edroiu (coord. generali), București, Editura Basilica a Patriarhiei Române, 2014, 1039 p.
- Ștefan Pascu (1914 – 1998). Scrieri istorice. Ediție îngrijită de prof. dr. Nicolae Edroiu, membru corespondent al Academiei Române, București, Editura Academiei Române, 2014, XXIII, 440 p. cu 16 ilustrații. [ISBN 9789-732-72-4248]
- Nicolae Edroiu, Veronica Turcuș, Bibliografia operei istorice a lui Ștefan Pascu (1936-1998), în vol: Ștefan Pascu (1914-1998). Scrieri istorice. Ediție îngrijită de prof. dr. Nicolae Edroiu, membru corespondent al Academiei Române, București, Editura Academiei Române, 2014, p. 405-430
- Nicolae Edroiu, Nicolae Iorga și Lumea rurală din Ardeal, în vol. Fascinația trecutului. Omagiu istoricului Simion Retegan la împlinirea vârstei de 75 de ani. Coordonatori: Daniela Deteșan, Mirela Popa-Andrei, Mádly Loránd, Cluj-Napoca, Editura Mega - Editura Argonaut, 2014, p. 51-57.
- Nicolae Edroiu, 1948 – Marea dramă a Academiei Române, în vol. Păun Ion Otiman, Proiecte și teme academice. Retrospectivă 2006 – 2014, București, Editura Academiei Române, 2014, p. 404-407.
- Nicolae Edroiu, The Borders - Reality and Concept, în vol. From Periphery to Centre. The Image of Europe at the Eastern Border of Europe. Edited by: Sorin Șipoș Gabriel Moisa, Dan Octavian Cepraga, Kircea Brie, Teodor Mateoc, Center for Transylvanian Studies, Cluj-Napoca, 2014, p. 107-112.
- Nicolae Edroiu, Estul Transilvaniei în Evul Mediu timpuriu (sec. VIII – XIII), în vol. Nicolae Iorga despre secui și rostul lor între români. Volum îngrijit de Ioan Lăcătușu. Prefață e Vasile Lechințan, Sf. Gheorghe, Editura Eurocarpatica, 2014, p. 208 - 212.
- Nicolae Edroiu, Postfață la vol. Varga Attila, Amalia-Bianca Poruțiu, Oameni și locuri în inimă. Monografia Familiei Poruțiu (1640 - 2013). Elite, călători și frumuseți de altădată, Cluj-Napoca, Editura Argonaut, 2014, p.
- David Prodan (1902-1992). Scrieri istorice, ediție îngrijită de prof.dr. Nicolae Edroiu, membru corespondent al Academiei Române, București, Edit. Academiei Române, 2012, 512 p. + 10 pl. il.
- Istoria românilor. Vol. V. O epocă în spirit european (1601-1711/1716). Ediția a II-a, revăzută și adăugită. Coordonatori: Acad. Virgil Cândea, Dr. Constantin Rezachevici, Prof.univ.dr. Nicolae Edroiu, membru corespondent al Academiei Române, București, Edit. Enciclopedică, 2012, LVII + 1172 p. + 64 pl. (autor al Prefeței la ediția a II-a, p. XIII-XIV; al capitolului Partea a II-a. Structuri economico-sociale și instituționale. Cap. V. Populație și economie în Țara Românească, Moldova și Transilvania. II. Populație și economie în Transilvania, p. 471-514.
- Istoria românilor. Vol. VI. Românii de la Europa Clasică la Europa Luminilor (1711-1821). Ediția a II-a, revăzută și adăugită. Coordonatori: Dr. Paul Cernovodeanu, membru de onoare al Academiei Române, Prof.univ.dr. Nicolae Edroiu, membru corespondent al Academiei Române, București, Edit. Enciclopedică, 2012, XLV + 1075 p. (Autor al capitolelor de la paginile: XI-XLV, 3-9, 17-22, 41-45, 91-99, 102-103, 249-190, 527-533, 551-569, 837-847, 861-863, 867-872, 876.877, 916-967).
- Rumunská historiografia v rokoch 2008-2010. Orientacie a výsledky / Cercetările istorice din România în anii 2008-2010. Orientări și rezultate, în vol. Udalosti 23. augusta 1944 v Rumunsku a Slovenské Národné Povstanie z 29 augusta 1944 (Ich vplyv na oslobodenie Rumunská Slovenska na ukončenie druhej svetovej vojny / evenimentele de la 23 august 1944 din România și Insurecția Națională Slovacă din 29 august 1944. Consecințele lor asupra eliberării României și Slovaciei și a sfârșitului celui de al doilea război mondial. Lucrările celei de a IX-a Reuniuni a Comisiei Mixte de Istorie Româno-Slovace (Alba Iulia, 19-23 septembrie 2011). Alcătuit de Nicolae Edroiu, Eva Mârza, Marek Syrný, Banská Bystrica (Slovacia), Múzeum Slovenského Národného Povstania (autor al p. 135-136, 147-149 în colaborare).
- Bicentenar George Barițiu. 1812-2012. Lucrările Simpozionului Internațional de la Cluj-Napoca din 24 mai 2012. Volum îngrijit de Nicolae Edroiu, Dumitru Suciu, Cluj-Napoca, Edit. Mega, 2012, 200 p.
- Activitatea științifică la Institutul de Istorie "George Barițiu" din Cluj-Napoca. Comunicările prezentate la Simpozionul științific "90 de ani de existență a Institutului de Istorie din Cluj. 1920-2010. Locul Institutului în cercetarea istorică din România" organizat în cadrul "Zilelor Academice Clujene" (Cluj-Napoca, 1-2 iunie 2010), volum îngrijit de Prof.dr. Nicolae Edroiu, membru corespondent al Academiei Române, Directorul Institutului, București, Edit. Enciclopedică, 2011, 240 p. + 16 ilustrații.
- Institutul de Istorie "George Barițiu" din Cluj-Napoca. 90 de ani de existență. 1920-2010. Volum aniversativ întocmit de dr. Nicolae Edroiu, membru corespondent al Academiei Române, Directorul Institutului, Cluj-Napoca, Edit. Mega, Cluj-Napoca, 2010, 280 p.
- Studii istorice privind relațiile româno-ungare, Volum îngrijit de Nicolae Edroiu, membru corespondent al Academiei Române, Cluj-Napoca, Edit. Mega, 2010, 372 p.

## Numărul cronicilor științifice publicate
- Nicolae Edroiu, Cronică. Simpozionul Internațional "Bicentenar George Barițiu. 1812-2012" (Cluj-Napoca, 24 mai 2012), "Anuarul Institutului de Istorie "George Barițiu" din Cluj-Napoca", LII Series Historica, 2013, p. 475-476.
- Nicolae Edroiu, Cronică. Cea de a XXI-a Reuniune a Comisiei Mixte de Istorie Româno-Ungară (Sibiu, 28 mai-1 iunie 2012), "Anuarul Institutului de Istorie "George Barițiu" din Cluj-Napoca", LII, Series Historica, 2013, p. 476-478.
- Nicolae Edroiu, Cronică. Cea de a X-a reuniune a Comisiei Mixte de Istorie Româno-Slovacă (Banská - Bystrica, 24-27 septembrie 2012), "Anuarul Institutului de Istorie "George Barițiu" din Cluj-Napoca", LII, Series Historica, 2013, p. 478-479.
- Note bibliografice și Cronică în "Anuarul Institutului de Istorie «George Barițiu» din Cluj-Napoca", Series Historica, XLVIII, 2009.

## Numărul prefețelor publicate
- Prefață la vol. Activitatea științifică la Institutul de Istorie "George Barițiu" din Cluj-Napoca. 90 de ani de existență a Institutului de Istorie din Cluj. 1920-2010. Locul Institutului în cercetarea istorică din România, București, Edit. Enciclopedică, p. 7-8.
- Cuvânt înainte la vol. Desideriu Gecse, Istoricul comunităților cehe din România (Așezare, evoluție etno-demografică, socio-economică și cultural-confesională), Timișoara, Edit. Eubeea, 2011, p. 5-6.
- Prefață la vol. Eugen Mera, Ibănești – file de istorie. Monografia istorică a comunei Ibănești, Județul Mureș, Edit. Nico, 2011, p. 5-6.
- Argument, prefață la volumul: Studii istorice românești privind relațiile româno-ungare, Cluj-Napoca, Edit. Mega, 2010, p. 7-8.
- O carte-document necesară, prefață la volumul: Daniela Bălu, Biserica românească din Județul Satu Mare în anii Dictatului de la Viena, Arad, Editura “Vasile Goldiș" University Press din Arad, 2010, p. 7-9.
- Jakó Zsigmond Pál (1916-2008), în "Academia Română. Memoriile Secției de Științe Istorice și Arheologie", IV, tom XXXIII/2008-2009, București, Edit. Academiei Române, 2011, p. 233-234. (Necrolog)